# Jobbágyi
Jobbágyi is een plaats (község) en gemeente in het Hongaarse comitaat Nógrád. Jobbágyi telt 2401 inwoners (2001).